# Coucouron
Coucouron ist eine französische Gemeinde mit 767 Einwohnern (Stand 1. Januar 2022), die im Département Ardèche und in der Region Auvergne-Rhône-Alpes liegt. Sie gehört zum Arrondissement Largentière und zum Kanton Haute-Ardèche.

## Geographie
Die Gebirgsgemeinde liegt auf einem Hochplateau im Nordwesten des Départements.

### Bevölkerungsentwicklung
| Jahr                       | 1962 | 1968 | 1975 | 1982 | 1990 | 1999 | 2006 | 2016 |
| Einwohner                  | 808  | 751  | 710  | 671  | 705  | 713  | 815  | 809  |
| Quellen: Cassini und INSEE |      |      |      |      |      |      |      |      |

## Sehenswürdigkeiten
- Die Kirche Notre-Dame-des-Pitiés steht seit 1907 unter Denkmalschutz.[1]